# Егейски острови
Егейските острови (на гръцки: Νησιά Αιγαίου; на турски: Ege Adaları) са група острови в Егейско море, обградени от континенталните земи на Гърция на запад, и север и Турция на изток, и остров Крит на юг.
Традиционно се делят на седем основни групи и големи острови. От север на юг това са:
1. Североизточни Егейски острови
2. Споради: Скиатос, Скопелос, Скирос, Алонисос и др.
3. Евбея
4. Саронически острови
5. Циклади: Санторин, Иос, Милос, Сифнос и др.
6. Додеканези
7. Крит

Фериботи пътуват от сушата към островите и между самите острови.